# Casa Munguet
La Casa Munguet és un edifici modernista del municipi d'Igualada (Anoia) protegit com a bé cultural d'interès local.

## Descripció
És una casa de planta i dos pisos. La façana segueix un ritme compositiu d'obertures, tres en cada planta, definint així tres eixos principals. L'eix central és més alt i s'aixeca un pis més. Al primer pis els balcons tenen barana seguida. Està decorada amb motllures de guix en els llindars del primer pis, en els balcons, (mènsules). En el segon pis els balcons també són decorats amb uns arcs treballats amb guix. Pau Riera i Galtés, mestre d'obres nascut a Igualada, també va construir la casa Casadesús i la façana de l'Escola Pía d'entre altres obres. Fou una obra promoguda per Marià Munguet i Mullerachs.